# Leonardo de León
Leonardo de León (13 de agosto de 1965) es un político uruguayo perteneciente al Frente Amplio.

## Biografía
Adherente de Raúl Fernando Sendic, se desempeñó como Director de la empresa Alcoholes del Uruguay S.A. (ALUR).
En las elecciones nacionales de 2014, De León fue elegido a la Cámara Alta por la agrupación Lista 711.
Tras una serie de escándalos por el uso de tarjetas corporativas, en diciembre de 2018 el Plenario del Frente Amplio resolvió la inhabilitación de De León y del exvicepresidente Sendic por un periodo de 17 meses, lo que les significa la imposibilidad de postularse a cargo electivo alguno por el Frente Amplio durante el ciclo electoral 2019-2020.